# Toad
Pour les articles homonymes, voir Toad (logiciel) et Toad (groupe).
Toad, appelé Kinopio (キノピオ, kinopio) au Japon, est un personnage de fiction qui apparaît dans la franchise de jeux vidéo Mario créée par Nintendo. Il est apparu pour la première fois dans Super Mario Bros. et est devenu une espèce récurrente de la franchise. Ayant souvent un rôle de personnage non-joueur dans lequel il aide Mario, Toad est le personnage principal de deux jeux : Wario's Woods, sorti en 1994 sur Super Nintendo, et Captain Toad: Treasure Tracker, sorti en 2014 sur Wii U. Toad est également le nom de l'espèce à laquelle il appartient. Selon l'encyclopédie de Super Mario (sortie uniquement en anglais pour les trente ans du premier opus).

## Concept et création
Les Toads apparaissent pour la première fois dans le jeu Super Mario Bros. où ils représentent la majorité de la population du Royaume Champignon. Leur apparence vient du Super champignon, un des principaux power-ups de la série. Shigeru Miyamoto, créateur de la franchise Mario, explique que Toad a été créé pour être un personnage au design simple, mais qui reste mignon et apprécié.
Le nom « Toad » vient du mot anglais « Toadstool », qui désigne notamment les champignons ayant un chapeau. Le nom japonais, « Kinopio », est un mélange entre « Kinoko » qui signifie champignon et « Pinokio » qui est le nom japonais du personnage Pinocchio. Le nom signifie donc « garçon champignon », Pinocchio voulant devenir un vrai petit garçon dans le conte.

## Capacités
Dans les jeux où il est jouable, Toad a parfois des caractéristiques qui le différencient des autres personnages. Dans Super Mario Bros. 2, il est décrit comme le personnage le plus fort et le plus rapide, avec cinq étoiles à chaque fois, mais il n'a que deux étoiles pour les sauts. Dans Wario's Woods, Toad peut escalader les murs, porter et lancer les ennemis. Les Toads ont les mêmes statistiques que Mario et Luigi dans New Super Mario Bros. Wii. Dans Super Mario 3D World, Toad est à nouveau le plus rapide mais il garde ses faibles capacités pour les sauts. Dans Super Mario Run, Toad est encore une fois plus rapide que tous les autres personnages déblocables.
Dans la série Super Smash Bros., Toad aide la Princesse Peach : il peut lui servir de bouclier et envoyer des spores vers l'adversaire. Il a une technique similaire dans Mario Sports Mix : il peut utiliser des spores pour faire pousser des champignons dans le sol, et peut également utiliser les spores comme bouclier.

## Apparitions

### Principales apparitions
Les Toads apparaissent pour la première fois dans Super Mario Bros. où ils n'ont qu'un rôle minime. À la fin de chaque monde, une fois que Mario a battu Bowser, ils le récompensent par cette célèbre phrase : « Thank you Mario! But our princess is in another castle! » (« Merci Mario ! Mais notre princesse est dans un autre château ! »). Ils ont à nouveau ce rôle dans le jeu Super Mario Bros.: The Lost Levels. Dans Super Mario Bros. 2, Toad fait partie des quatre personnages jouables. Dans Super Mario Bros. 3, il offre des objets et des vies supplémentaires dans des maisons en forme de champignon. Toad a pour la première fois le rôle principal d'un jeu dans Wario's Woods, sorti en 1995 sur Super Nintendo. Il doit empêcher Wario de prendre le contrôle d'une forêt.
Dans les jeux Mario en 3D, Toad a un rôle d'assistant qui aide Mario s'il en a besoin. Dans Super Mario 64, il explique le contexte à Mario et lui dit ce qu'il doit faire dans le jeu. Dans Luigi's Mansion, Toad apparaît à différents endroits du manoir et permet de sauvegarder la partie. Des Toads de différentes couleurs sont des serviteurs de la princesse Peach dans Super Mario Sunshine. Dans Super Mario Galaxy, les Toads apparaissent au début du jeu comme habitants du Royaume Champignon. Ensuite, un groupe de Toads forment la « brigade Toad » (dont Toad est le capitaine) qui aide Mario à obtenir des étoiles. La brigade Toad est également présente dans Super Mario Galaxy 2.
Dans New Super Mario Bros. Wii et New Super Mario Bros. U, deux Toads de couleurs différentes font partie des personnages jouables aux côtés de Mario et Luigi. Ils sont simplement appelés « Toad bleu » et « Toad jaune »,. Toad est toujours présent dans les maisons en forme de champignon.
Dans Super Mario Run, Toad est déblocable gratuitement via le service My Nintendo.
Dans Super Mario 3D World, le Toad bleu est jouable dans les différents mondes alors que Toad apparaît dans « Les Aventures du capitaine Toad ». Il s'agit de micro-jeux de réflexion dans lesquels Toad doit récupérer des étoiles en se déplaçant sans sauter. Un jeu complet basé sur le même principe, Captain Toad: Treasure Tracker, sort en 2014 sur Wii U. C'est la deuxième fois que Toad est le personnage principal d'un jeu. Il y a également Mario et Sonic aux Jeux olympiques de Rio 2016 sur Wii U où Toad est invité dans l'épreuve du Relais 4X 100 mètres.
Dans Mario Party 4, il est la mascotte du LudiCube avec Koopa Troopa, Goomba, Boo et Maskass.

### Liste complète

#### Personnage jouable
- Super Mario Bros. 2 (1988)
- Super Mario Kart (1992)
- Wario's Woods (1994)
- Mario's Tennis (1995)
- Mario Kart 64 (1996)
- Game and Watch Gallery 3 (1999)
- Mario Golf (1999)
- Mario Tennis (2000)
- Mario Kart: Super Circuit (2001)
- Mario Kart: Double Dash!! (2003)
- Mario Party 5 (2003)
- Mario Party 6 (2004)
- Mario Superstar Baseball (2005)
- Mario Kart Arcade GP (2005)
- Super Princess Peach (2005) (dans les mini-jeux)
- Mario Party 7 (2005)
- Mario Kart DS (2005)
- Mario Smash Football (2005)
- Mario Kart Arcade GP 2 (2007)
- Mario Strikers Charged Football (2007)
- Mario Party 8 (2007)
- Mario Party DS (2007)
- Mario Kart Wii (2008)
- Mario Super Sluggers (2008)
- New Super Mario Bros. Wii (2009)
- Mario Sports Mix (2010)
- Mario Kart 7 (2011)
- Mario Party 9 (2012)
- New Super Mario Bros. U (2012)
- New Super Luigi U (2013)
- Mario Kart Arcade GP DX (2013)
- Super Mario 3D World (2013)
- Mario Party: Island Tour (2013)
- Mario Kart 8 (2014)
- Captain Toad: Treasure Tracker (2014) (héros principal)
- Mario Party 10 (2015)
- Mario Tennis: Ultra Smash (2015)
- Mario et Sonic aux Jeux olympiques de Rio 2016 (2016)
- Mario Party: Star Rush (2016)
- Super Mario Run (2016)
- Mario Kart 8 Deluxe (2017)
- Mario + The Lapins Crétins: Kingdom Battle (jouable dans les niveaux d'escorte) (2017)
- Mario Tennis Aces (2018)
- New Super Mario Bros. U Deluxe (2019)
- Super Mario Maker 2 (2019)
- Dr. Mario World (2019)
- Mario Kart Tour (2019)
- Mario Golf: Super Rush (2021)
- Mario Strikers: Battle League (2022)
- Super Mario Bros. Wonder (2023)
- Super Mario Party Jamboree (2024)
- Mario Kart World (2025)

#### Personnage non jouable
- Super Mario Bros. (1985)
- Super Mario Bros. 2 for Super Players (1986)
- Super Mario Bros. 3 (1988)
- Super Mario RPG (1996)
- Super Mario 64 (1996)
- Game and Watch Gallery (1997)
- Game and Watch Gallery 2 (1997)
- Paper Mario (2000)
- Game and Watch Gallery (2001)
- Luigi's Mansion (2001)
- Super Smash Bros. Melee (2001)
- Super Mario Sunshine (2002)
- Mario Party 4 (2002)
- Mario Golf: Toadstool Tour (2003)
- Mario and Luigi: Superstar Saga (2003)
- Paper Mario : la Porte millénaire (2004)
- Super Mario Ball (2004)
- Mario Power Tennis (2004)
- Mario Party Advance (2005)
- Dancing Stage Mario Mix (2005)
- Mario et Luigi : les Frères du Temps (2005)
- New Super Mario Bros. (2006)
- Mario Slam Basketball (2006)
- Super Paper Mario (2007)
- Super Mario Galaxy (2007)
- Mario et Sonic aux Jeux olympiques (2007)
- Super Smash Bros. Brawl (2008)
- Mario et Luigi : Voyage au centre de Bowser (2009)
- Mario et Sonic aux Jeux olympiques d'hiver (2009)
- Super Mario Galaxy 2 (2010)
- Super Mario 3D Land (2011)
- Mario et Sonic aux Jeux olympiques de Londres 2012 (2011)
- Mario Tennis Open (2012)
- New Super Mario Bros. 2 (2012)
- Paper Mario: Sticker Star (2012)
- Luigi's Mansion 2 (2013)
- Mario and Luigi: Dream Team (2013)
- Mario et Sonic aux Jeux olympiques d'hiver de Sotchi 2014 (2013)
- Super Smash Bros. for Nintendo 3DS / for Wii U (2014)
- Super Mario Maker (2015)
- Mario and Luigi: Paper Jam Bros. (2015)
- Paper Mario: Color Splash (2016)
- Mario Sports Superstars (2017)
- Super Mario Odyssey (2017)
- Mario Party: The Top 100 (2017)
- Super Mario Party (2018)
- Super Smash Bros. Ultimate (2018)
- Luigi's Mansion 3 (2019)
- Mario et Sonic aux Jeux olympiques de Tokyo 2020 (2019)
- Paper Mario: The Origami King (2020)
- Mario Party Superstars (2021)
- Mario + The Lapins Crétins: Sparks of Hope (2022)
- Princess Peach: Showtime! (2024)
- Mario et Luigi : L'Épopée fraternelle (2024)

## Popularité
En raison de ses nombreuses apparitions, Toad est considéré comme un des personnages principaux de la franchise Mario.
Il est très présent dans les produits dérivés qui vont des jouets aux peluches en passant par les porte-clés. Les phrases que les Toads répètent dans Super Mario Bros., « Thank you Mario! But our Princess is in another castle! », a été classée parmi les citations de jeu vidéo les plus répétées.
Toad est septième du classement des personnages de Nintendo qui méritent leur propre jeu selon GameDaily. Le même site estime que Toad est le personnage de la série Mario le plus négligé et qu'il a longtemps été ignoré par Nintendo car il n'a jamais le premier rôle. Selon un sondage effectué en 2008 par Oricon, Toad est huitième du classement des personnages de jeu vidéo les plus populaires au Japon. Selon un autre sondage publié par NintendoWorldReport, Toad est deuxième des pilotes de Mario Kart préférés, juste après Yoshi. Satoru Iwata a qualifié Toad d'« étonnamment populaire ».